# HIC2
HIC2‏ (HIC ZBTB transcriptional repressor 2) هوَ بروتين يُشَفر بواسطة جين HIC2 في الإنسان.